# 伊萨克族
伊萨克族（阿拉伯语：‎，羅馬化：Banu Ishaq，英语：Isaaq），是索马里兰的主體民族，属索马里人萨马莱族系中的四大部族之一。它是非洲之角的主要部落之一，拥有面积广阔、人口稠密的传统领地。
伊萨克人自称是伊斯兰学者谢赫·伊沙克的后裔，他于12或13世纪前往索马里半岛北部并与当地的迪尔 (Dir) 部落通婚。

## 知名人物
- 奥马尔·加利卜（英语：Umar Ghalib），索马里总理（1991～1993）[5]
- 穆罕默德·哈吉·易卜拉欣·埃加勒（英语：Muhammad Haji Ibrahim Egal），索马里政治家、总理（1967～1969）[6]
- 伊斯邁·阿里·阿布卡爾（英语：Ismail Ali Abokor），索马里政治家、最高革命委员会政治和社会委员会主席，副总统（1976～1980）[7]

## 另请参见
- 伊萨克种族灭绝
- 索馬利蘭獨立問題